# Barry Cunliffe

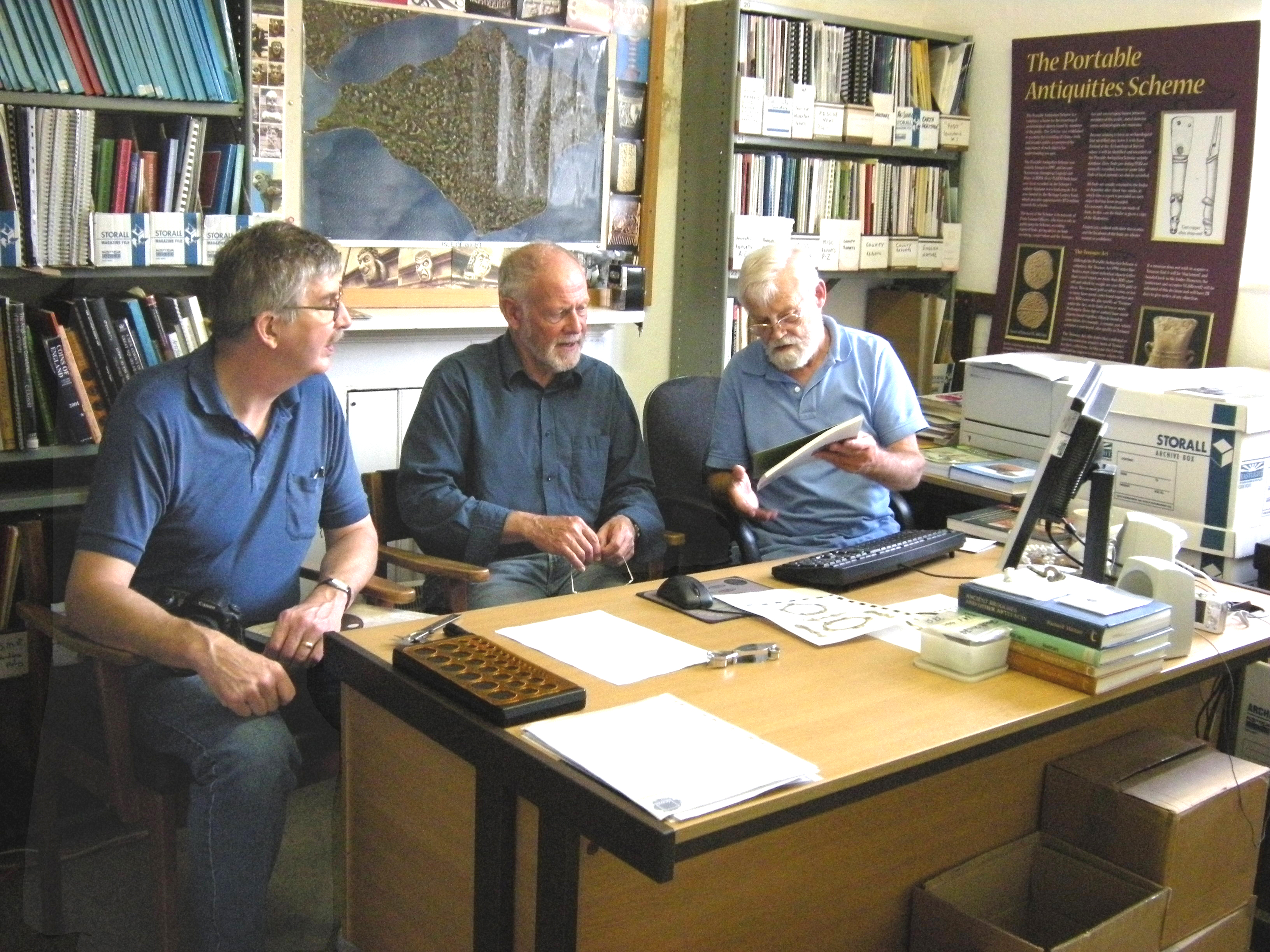
Barry Cunliffe (midden)

Sir Barrington Windsor (Barry) Cunliffe (10 december 1939) is een Britse archeoloog. Hij was van 1972 tot 2007 hoogleraar Europese archeologie de Universiteit van Oxford. In 2007 ging hij met emeritaat.

## Biografie
Cunliffes interesse in archeologie werd gewekt toen hij als negenjarige getuige was van de ontdekking van Romeinse vondsten op de boerderij van zijn oom in Somerset. Nadat hij op het St John's College van de Universiteit van Cambridge archeologie en antropologie gestudeerd had werd hij docent aan de Universiteit van Bristol. Geboeid door de resten van het Romeinse Aquae Sulis in het nabijgelegen Bath begon hij aan een serie opgravingen en publicaties.
In 1966 werd Cunliffe op ongewoon jonge leeftijd hoogleraar toen hij het voorzitterschap op zich nam van het Departement van Archeologie op de Universiteit van Southampton. Daar was hij betrokken bij de opgraving van het Romeinse paleis in Fishbourne (Sussex).
Van 1969 tot 1988 ondernam hij een jaarlijkse serie opgravingen in het ijzertijd-fort van Danebury (Hampshire). Daarna was hij van 1989–95 betrokken bij het Danebury Environs Programme. Zijn interesse in de IJzertijd in Europa en de Britse Eilanden leverden een aantal publicaties op, en hij werd erkend als een autoriteit op het gebied van de Kelten.
Andere sites waar hij werkte zijn onder andere Hengistbury Head in Dorset, Mount Batten in Devon, Le Câtel in Jersey, en Le Yaudet in Bretagne. Dit toont zijn interesse voor de Atlantische bronstijd.
In zijn latere werk verklaart hij de stelling dat de Keltische cultuur en taal tijdens de bronstijd aan de Atlantische kust ontstond en zich pas later over Midden-Europa verspreidde. De meest gangbare theorie is dat de oorsprong van de Kelten tijdens de ijzertijd bij de Hallstattcultuur in Midden-Europa lag.

## Posities en onderscheidingen
- Voorzitter van de Council for British Archaeology (1976–79)
- Fellow of the British Academy (FBA; 1979)
- Lid Ancient Monuments Advisory Committee of English Heritage vanaf 1984
- Honorary Graduate Doctor of Science, University of Bath (1984)
- Lid van het Advisory Committee of The Discovery Programme (Ierland) vanaf 1991
- Trustee of the British Museum
- Governor of the Museum of London
- Fellow of the Society of Antiquaries of London (FSA)
- eerste voorzitter van de adviescommissie voor het elektronisch tijdschrift Internet Archaeology
- Orde van het Britse Rijk (2006)
- Interim-voorzitter van English Heritage (2008)
- Voorzitter The British Museum Friends (-2009)
- Founding Fellow van The Learned Society of Wales
- Grahame Clark-onderscheiding van de British Academy (2004)

## Werken
Werken van Barry Cunliffe zijn onder andere:
- Fishbourne: A Roman Palace and Its Garden (1971)
- The Regni (1973) in de serie Peoples of Roman Britain, Ed. Keith Brannigan, Duckworth (1973) ISBN 0-7156-0699-9
- Iron Age Communities in Britain (1974) ISBN 0-7100-8725-X
- Excavations in Bath 1950-1975 (1979)
- Danebury: Anatomy of an Iron Age Hillfort (1983)
- Roman Bath Discovered (1984)
- The Celtic World (1987)
- Greeks, Romans and Barbarians (1988)
- Wessex to AD 1000 (1993)
- The Ancient Celts (1997) ISBN 0-14-025422-6
- Facing the Ocean: The Atlantic and Its Peoples, 8000 BC to AD 1500 (2001, Oxford University Press)
- The Oxford Illustrated History of Prehistoric Europe (2001)
- The Extraordinary Voyage of Pytheas the Greek: The Man Who Discovered Britain (2001), Walker & Co; ISBN 0-8027-1393-9
- The Celts: A Very Short Introduction (2003), Oxford University Press
- England's Landscape: The West (English Heritage 2006)
- Europe Between the Oceans: 9000 BC-AD 1000 (2008) ISBN 0-300-11923-2
- A Valley in La Rioja: The Najerilla Project, met Gary Lock (Oxford Univ School of Archaeology 2010)
- Druids: A Very Short Introduction (2010), Oxford University Press
- Celtic from the West. Alternative perspectives from archaeology, genetics and literature (2010), Oxbow Books
- Britain Begins (2012), Oxford University Press
- By Steppe, Desert, and Ocean: The Birth of Eurasia (2015), Oxford University Press
- The Scythians. Nomad Warriors of the Steppe (2019)

- Biblioteca Nacional de España: XX998431
- Bibliothèque nationale de France: cb11898295j (data)
- Catàleg d'autoritats de noms i títols de Catalunya: 981058612325806706
- CiNii: DA02054113
- Gemeinsame Normdatei: 102796602
- International Standard Name Identifier: 0000 0001 2147 377X
- Library of Congress Control Number: n79059942
- Nationale Bibliotheek van Letland: 000021959
- Nationale Bibliotheek van Tsjechië: jn19990001569
- Nationale Bibliotheek van Israël: 987007260046805171
- Nationale Bibliotheek van Polen: a0000001740015
- Nederlandse Thesaurus van Auteursnamen: 069033137
- LIBRIS: 182614
- Système universitaire de documentation: 02680719X
- Trove: 1243912
- Virtual International Authority File: 109440741
- WorldCat: E39PBJpTYDQjX7RrxXGPKYHXBP